# 2004년 12월
| 2004년: 1월 · 2월 · 3월 · 4월 · 5월 · 6월 · 7월 · 8월 · 9월 · 10월 · 11월 · 12월 |

| <            | 2004년 12월 | 2004년 12월 | 2004년 12월  | 2004년 12월 | 2004년 12월 | >          |
| 일           | 월          | 화          | 수           | 목          | 금          | 토         |
|              |             |             | 1 10.20 갑인 | 2 21 을묘   | 3 22 병진   | 4 23 정사  |
| 5 24 무오    | 6 25 기미   | 7 26 경신   | 8 27 신유    | 9 28 임술   | 10 29 계해  | 11 30 갑자 |
| 12 11.1 을축 | 13 2 병인   | 14 3 정묘   | 15 4 무진    | 16 5 기사   | 17 6 경오   | 18 7 신미  |
| 19 8 임신    | 20 9 계유   | 21 10 갑술  | 22 11 을해   | 23 12 병자  | 24 13 정축  | 25 14 무인 |
| 26 15 기묘   | 27 16 경진  | 28 17 신사  | 29 18 임오   | 30 19 계미  | 31 20 갑신  |            |

| 편집하기 |

## 2004년12월 29일
- 친일진상규명법 개정안이 '친일' 용어가 삭제되고 반민족행위 진상규명법으로 통과되다.
- 2004년 인도양 지진 해일 사태: 강진과 해일로 인해 인도네시아와 스리랑카, 타이등 주변 국가들에서 67000명이 넘는 사망자가 공식 집계되었으나 30만명이 사망한 것으로 추정된다.

## 2004년12월 26일
- 2004년 인도양 지진 해일 사태: 인도네시아 수마트라섬 서쪽에서 리히터 규모 9.1의 강진에 이어 강력한 해일이 발생해, 인도네시아와 주변 국가들에서 최대 31만여 명에 달하는 사망·실종 피해가 발생하다.
- 우크라이나의 빅토르 유셴코 후보가 대통령선거 결선 재투표에서 승리하다. (오렌지 혁명)

## 2004년12월 22일
- 2004년 정보보호대상 시상식에서 지난 10월 가입자 92만 명의 개인정보를 유출하여 형사 처벌을 받은 KT프리텔이 '정보보호상'을 받아 적절치 않다는 지적을 받았다.

## 2004년12월 15일
- 서울지검 중앙1부는 KAL기 폭파사건 유족들이 낸 기록공개 소송과 관련해 1심 재판부가 판결한 5천여 쪽의 기록을 모두 공개하겠다고 발표하다.
- 여의도순복음교회는 시사저널의 여의도순복음교회 고발 기사 관련 반박 기자회견을 하면서, 참석 기자들에게 돈 봉투를 건넸다고 뉴스앤조이에서 보도하다.
- 김천과 여주를 잇는 총연장 151.6Km의 중부내륙고속도로가 개통되다.
- 주방기기 업체 리빙아트가 조선민주주의인민공화국 개성공단 시범단지 입주업체중 처음으로 냄비 세트를 생산해, 이 날 첫 제품 생산 기념식을 가졌다.
- 남재준 육군참모총장은 군검찰의 장성진급 인사 비리 사건 수사결과에 승복할 수 없다는 입장을 전달하다.

## 2004년12월 13일
- 이철우 의원을 민족해방애국전선에 참여시킨 것으로 알려진 양홍관이 기자간담회를 통해 정형근 의원에게서 성기고문을 당했다고 주장하다.
- 일본은 작계 5050을 통해 한반도에 비상사태가 발생하면 미국을 도와 한반도에 상륙할 수 있다는 사실이 드러나다.
- ETRI에서 달리는 차에서도 초고속 인테넷을 이용할 수 있는 와이브로를 세계 최초로 개발하여, 성공적으로 첫 시연하였다.
- 연쇄살인범 유영철이 1심에서 사형을 선고받았다.

## 2004년12월 11일
- 중화민국 6대 입법원 총선거에서 야권이 승리하다.
- 밀양에서 발생한 성폭행 사건에 대한 규탄 촛불 집회가 열리다.

## 2004년12월 10일
- 왕가리 마타이 케냐 환경부 차관이 노르웨이 오슬로 시청에서 노벨 평화상을 수상하다.

## 2004년12월 8일
- 대한민국 이라크 파병: 노무현 대통령, 이라크 파견 자이툰부대 방문.
- 한나라당 주성영 의원이 열린우리당 이철우 의원이 조선노동당 소속으로 암약하였다고 주장하여, 국회의 색깔론 정국이 다시 시작되다.
- 노무현 대통령은 유럽 순방일정을 마치고 귀국하던 도중, 아르빌에 주둔 중인 자이툰 부대를 전격적으로 방문하다.
- 한나라당의 육탄저지로 과거사 진상 규명법 상정이 연기되다.
- OECD 국제학생평가프로그램(PISA)에서는 한국의 15살 학생(고1)들이 40여 나라 학생 중 학업 성취도에서 문제 해결력이 1위이고, 읽기에서 2위에 올랐다고 발표하다.

## 2004년12월 7일
- 밀양지역 고교생의 여중생 집단 성폭행 사건을 수사에 착수하다.
- 열린우리당은 국가보안법 폐지안에 대한 연내처리를 전격 유보한다는 방침을 세웠다.